# Ocean Ridge
Ocean Ridge és una població dels Estats Units a l'estat de Florida. Segons el cens del 2000 tenia 1.636 habitants.

## Demografia
Segons el cens del 2000, Ocean Ridge tenia 1.636 habitants, 875 habitatges, i 494 famílies. La densitat de població era de 734,5 habitants/km².
Dels 875 habitatges en un 11,4% hi vivien nens de menys de 18 anys, en un 52,1% hi vivien parelles casades, en un 3,5% dones solteres, i en un 43,5% no eren unitats familiars. En el 37,5% dels habitatges hi vivien persones soles el 17,6% de les quals corresponia a persones de 65 anys o més que vivien soles. El nombre mitjà de persones vivint en cada habitatge era d'1,87 i el nombre mitjà de persones que vivien en cada família era de 2,41.
Per edats la població es repartia de la següent manera: un 10,3% tenia menys de 18 anys, un 1,8% entre 18 i 24, un 18,5% entre 25 i 44, un 33,6% de 45 a 60 i un 35,8% 65 anys o més.
L'edat mediana era de 57 anys. Per cada 100 dones de 18 o més anys hi havia 90,9 homes.
La renda mediana per habitatge era de 70.625 $ i la renda mediana per família de 99.184 $. Els homes tenien una renda mediana de 91.198 $ mentre que les dones 31.607 $. La renda per capita de la població era de 76.088 $. Entorn del 2,6% de les famílies i el 4,7% de la població estaven per davall del llindar de pobresa.

## Poblacions properes
El següent diagrama mostra les poblacions més properes.